# Umbalköpfl
Das Umbalköpfl ist ein 3426 m ü. A. hoher Berggipfel des Tauernhauptkamms in der Venedigergruppe in Osttirol und Salzburg (Österreich). Es liegt auf der Gemeindegrenze von Prägraten am Großvenediger und Krimml.

## Lage
Das Umbalköpfl liegt am Tauernhauptkamm im Nordwesten des Bezirks Lienz bzw. im Norden des Gemeindegebiets von Prägraten am Großvenediger. Es besitzt eine felsige Nordwand, die steil bis zum Krimmler Kees abfällt, während im Süden das Umbalkees fast bis zum Gipfel reicht. Das Umbalköpfl liegt zwischen der Dreiherrnspitze (3499 m ü. A.) im Westen und der Simonyschneide (3440 m ü. A.) im Osten, wobei die Simonyschneide vom Umbalköpfl durch die Umbalscharte (3371 m ü. A.) getrennt ist. Zwischen dem Umbalköpfl und der Dreiherrnspitze liegt wiederum der Dreiherrnspitzesattel (3390 m ü. A.). Südlich des Umbalköpfls liegt das Umbaltal, nordöstlich das Krimmler Achental und östlich das Maurertal.

## Aufstiegsmöglichkeiten
Das Umbalköpfl wird in der Regel nur zusammen mit der Dreiherrnspitze oder der Simonyschneide bzw. der Simonyspitze begangen. Der Normalweg (Südanstieg) auf das Umbalköpfl führt dabei von der Clarahütte über das Hintere Umbaltörl und den Umballkees von Südosten auf Umballköpfl. Weitere Möglichkeiten sind der Westanstieg vom Dreiherrnspitzesattel oder der Ostanstieg von der Umbalscharte (UIAA I). Eine wesentlich größere Herausforderung stellt die Nordwand (UIAA V-) dar, die erstmals am 15. Juli 1936 von H. Peterka und F. Knebl von der Warnsdorfer Hütte aus bezwungen wurde. Die Erstbesteigung der Nordostwand (UIAA IV+), die ebenfalls von der Warnsdorfer Hütte bestiegen werden kann, gelang erstmals K. Baumgartner und J. Lackner am 19. Juli 1926.